# Anders Beer Wilse

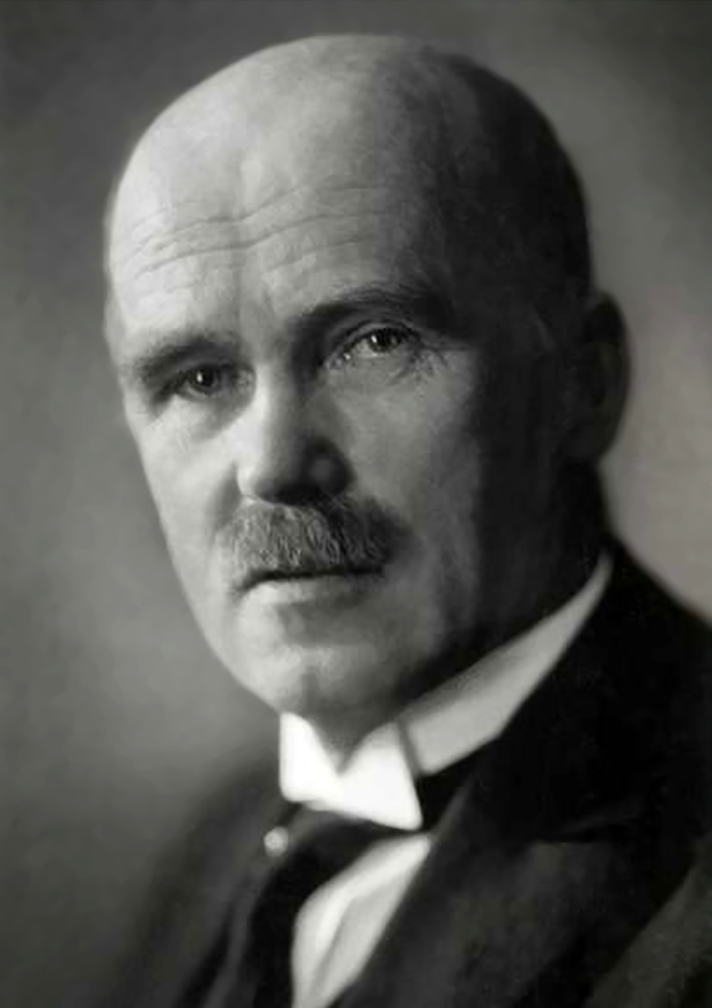
Anders Wilse, 1935

Anders Beer Wilse (Flekkefjord, 12 juni 1865 – Oslo, 21 februari 1949) was een Noors fotograaf.

## Leven en werk
Wilse groeide op in Kragerø en besloot al op jonge leeftijd dat hij wilde gaan varen. Na een technische opleiding te hebben gevolgd emigreerde hij in 1882 naar de Verenigde Staten. Aanvankelijk vond hij geen werk, kocht in 1886 een eerste camera en werd fotograaf. In 1897 opende hij zijn eerste fotowinkel in Seattle en trouwde met Helen Marie Hutchinson. In 1900 keerde hij met zijn gezin terug naar Noorwegen en opende in 1901 zijn eerste fotowinkel in Oslo.
Wilse trok in de eerste decennia van de twintigste eeuw heel Noorwegen door om te fotograferen, zowel in opdracht als uit eigen interesse. Met zijn 10 kilo zware fotoapparaat kwam hij tot op de meest ontoegankelijke plekken van het land, bijvoorbeeld in het Noordelijke Svalbard. Hij maakte de meest uiteenlopende soorten foto’s: landschappen, gebouwen, de oude visindustrie, mensen aan het werk, portretten van bekende zowel als onbekende Noren, enzovoort. Zo kreeg hij uiteindelijk de naam het Noorse leven in de eerste helft van de twintigste eeuw visueel te hebben gedocumenteerd.
Wilse had commercieel veel succes als fotograaf, hetgeen hem in staat stelde het archief van Axel Lindahl over te nemen, die Noorwegen tussen 1880 en 1900 had vastgelegd. Zowel Wilses archief (meer dan 100.000 negatieven) als dat van Lindahl bevinden zich nu in grote musea van Noorwegen (onder meer in het Norsk Folkemuseum).

## Fotogalerij

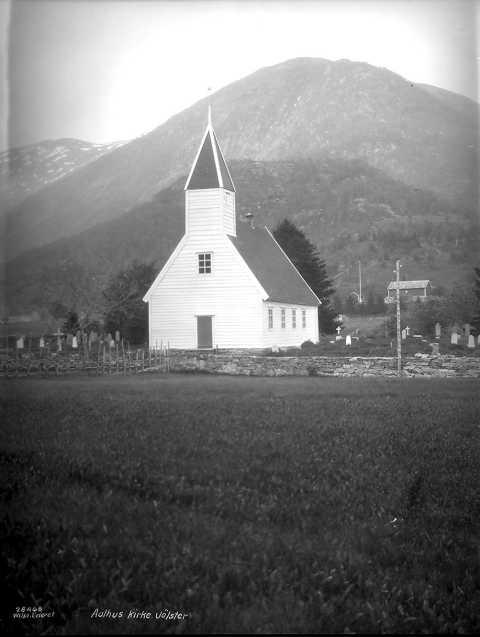
Aalhus kerkje in Jølster, 1926
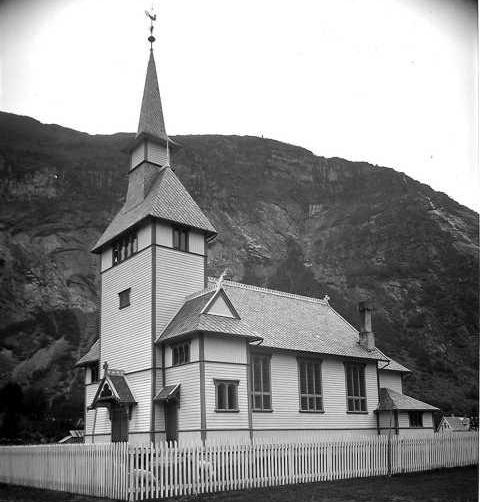
Gaupne kerkje, 1926
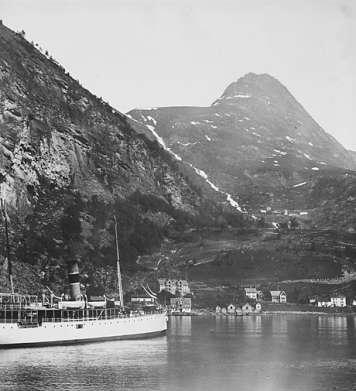
Passagiersschip Sigurd Jarl, Hardangerfjord
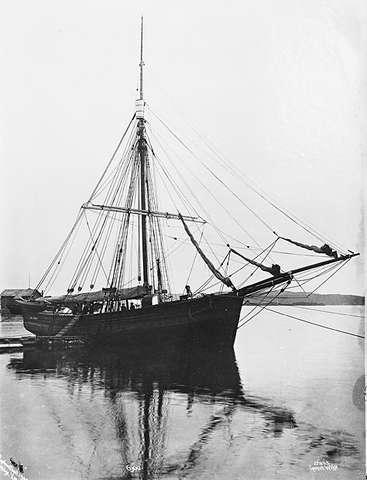
Gjøa in 1903
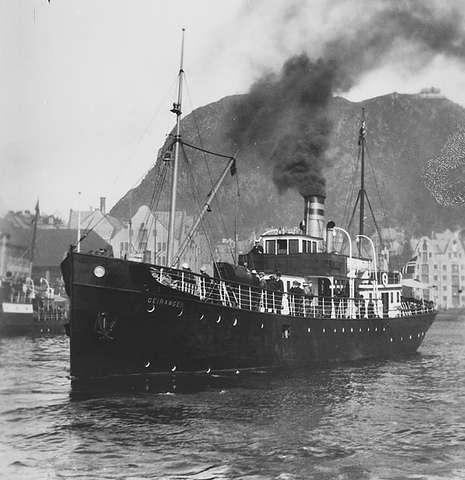
De Geiranger vertrekt, Aalesund, 1928
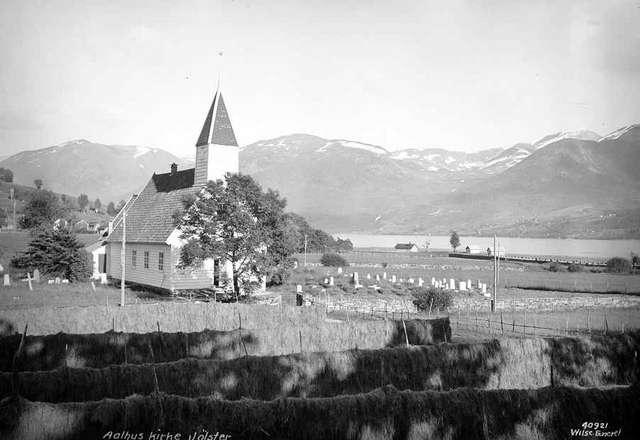
Aalhus-Kerkje in Jølster, 1936
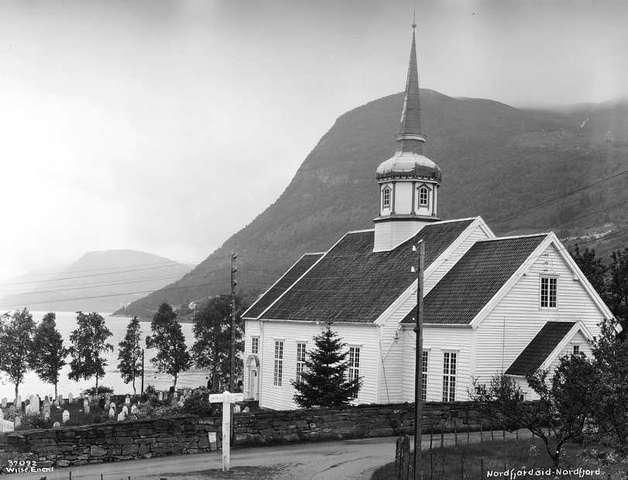
Eid kerkje Nordfjord, 1931
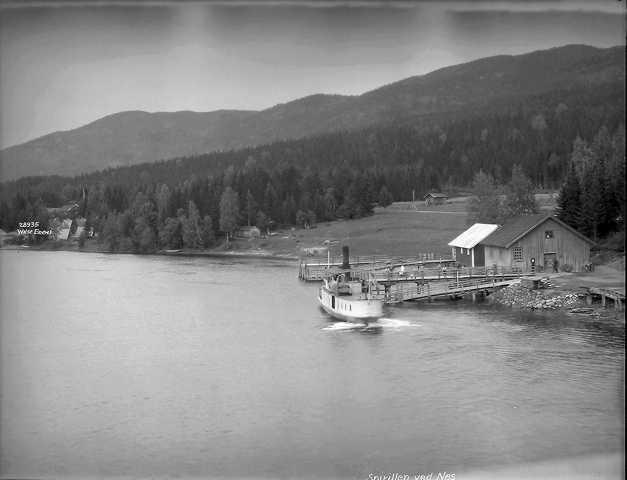
Ringerike, 1926
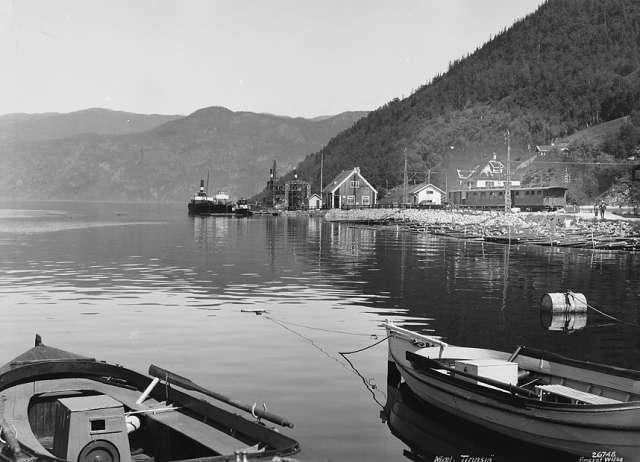
Station in Tinn, 1925
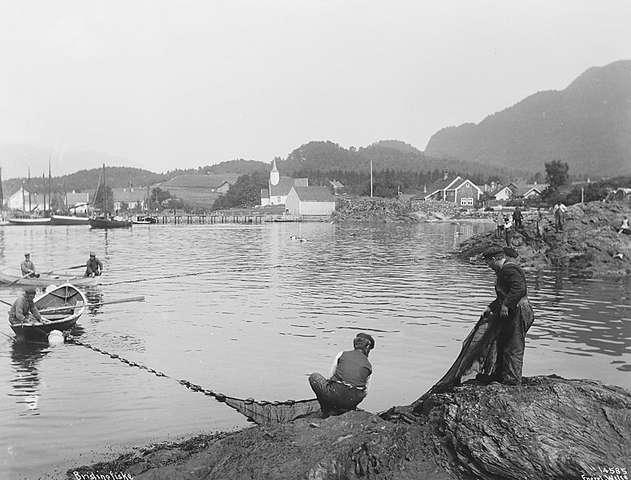
Vissers te Jelsa, 1912
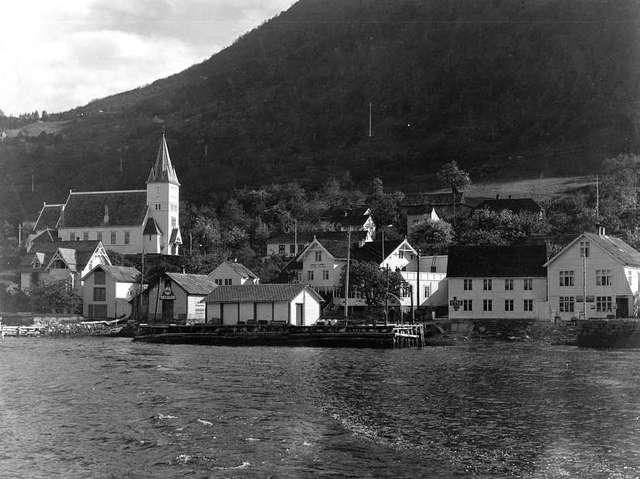
Utne, 1933
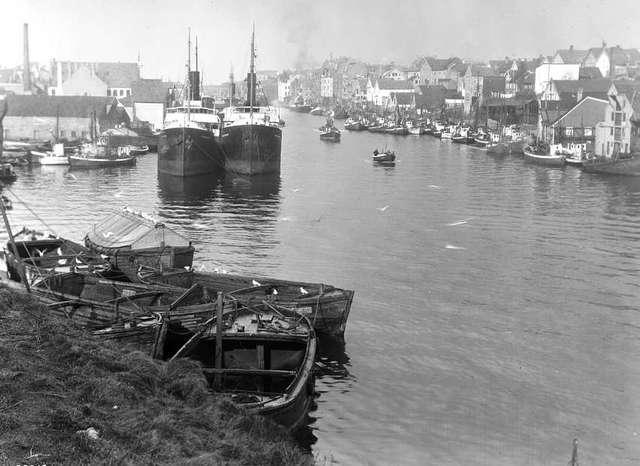
Haugesund, 1934
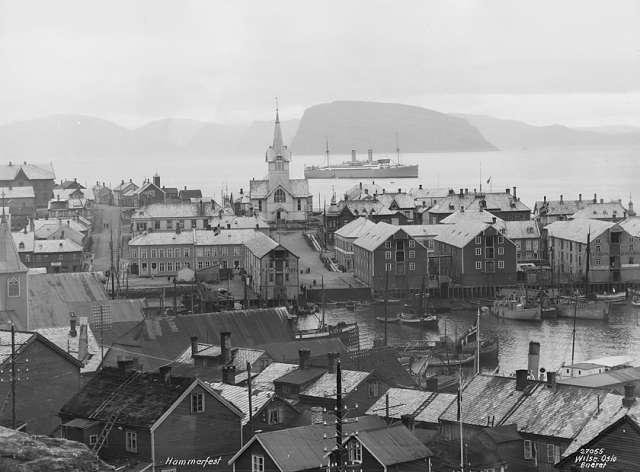
Hammerfest, 1925
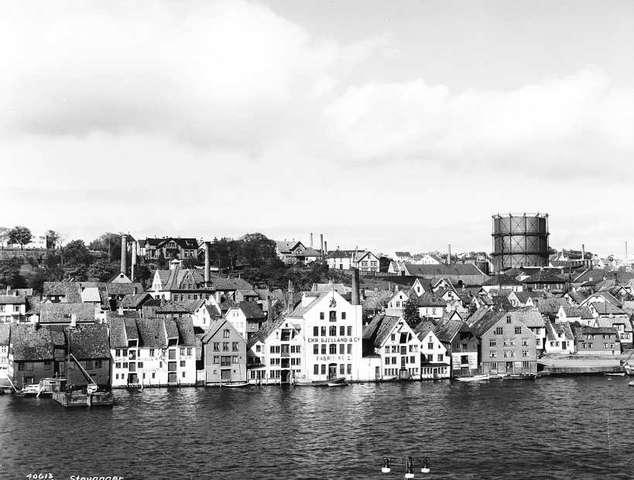
Stavanger, 1934
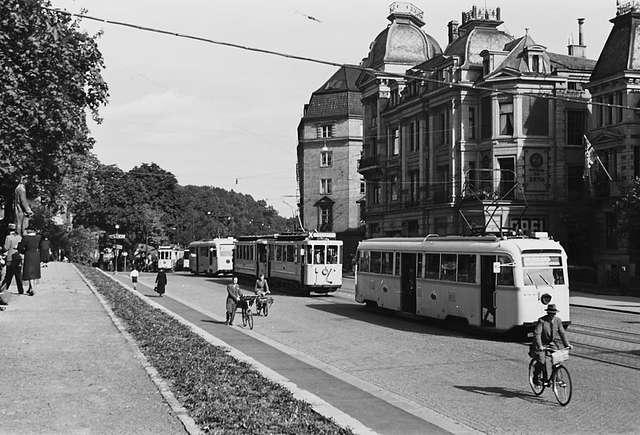
Trams in Oslo, 1940